# NAA10
NAA10 (англ. N(alpha)-acetyltransferase 10, NatA catalytic subunit) – білок, який кодується однойменним геном, розташованим у людей на X-хромосомі. Довжина поліпептидного ланцюга білка становить 235 амінокислот, а молекулярна маса — 26 459.
| 10         |  | 20         |  | 30         |  | 40         |  | 50         |
| ---------- |  | ---------- |  | ---------- |  | ---------- |  | ---------- |
| MNIRNARPED |  | LMNMQHCNLL |  | CLPENYQMKY |  | YFYHGLSWPQ |  | LSYIAEDENG |
| KIVGYVLAKM |  | EEDPDDVPHG |  | HITSLAVKRS |  | HRRLGLAQKL |  | MDQASRAMIE |
| NFNAKYVSLH |  | VRKSNRAALH |  | LYSNTLNFQI |  | SEVEPKYYAD |  | GEDAYAMKRD |
| LTQMADELRR |  | HLELKEKGRH |  | VVLGAIENKV |  | ESKGNSPPSS |  | GEACREEKGL |
| AAEDSGGDSK |  | DLSEVSETTE |  | STDVKDSSEA |  | SDSAS      |  |            |

A: Аланін

C: Цистеїн

D: Аспарагінова кислота

E: Глутамінова кислота

F: Фенілаланін

G: Гліцин

H: Гістидин

I: Ізолейцин

K: Лізин

L: Лейцин

M: Метіонін

N: Аспарагін

P: Пролін

Q: Глутамін

R: Аргінін

S: Серин

T: Треонін

V: Валін

W: Триптофан

Кодований геном білок за функціями належить до трансфераз, ацилтрансфераз, фосфопротеїнів. 
Задіяний у таких біологічних процесах, як ацетилювання, альтернативний сплайсинг. 
Локалізований у цитоплазмі, ядрі.